# China Television
China Television (CTV) is een publieke televisiemaatschappij in Republiek China (Taiwan). Het werd in 1968 opgericht door de Guomindang. Van 1969 tot 1975 heette de maatschappij Taiwan Daytime TV. De Guomindang beheerde de meeste media toentertijd. Het had de eerste kleurentelevisiezender van het eiland.
Op 9 augustus 1999 kwam het bedrijf op de Taiwanese beurslijst. In 2006 werd negentig procent van de aandelen verkocht aan China Times media group doordat een nieuwe wet het bezit van politieke partijen in de media matigde.
CTV is tegenwoordig de grootste televisiemaatschappij van de Republiek en heeft twee televisiezender: CTV News Channel en CTV MyLife. De voertaal is Standaardmandarijn.